# محروت بن فهد الهذال
محروت بن فهد بن هذال ((1892 - 22 آذار 1969)) مواطن عراقي وأحد مشَايخ قبيلة عنزة، ويعد من أشهر الشيوخ على مستوى العراق ودول مجلس التعاون الخليجي والجزيرة العربية والشام، وكان نائباً في مجلس النواب العراقي عن كربلاء (الرطبة) من سنة 1955 حتى آذار سنة 1958، محروت هو اسم عربي لنبات صحراوي، وينطقه البدو (امحروت).

## حياته وأسرته
هو محروت بن فهد (البك) بن عبد المحسن بن الحميدي بن عبد الله بن هذال، ولد في منطقة الهبارية في ناحية النخيب بمحافظة الأنبار، غرب العراق، عام 1318 هـ الموافق عام 1900 م، ويتصل نسبه بالعمارات من بشر من عنزة، (جاء في موسوعة القبائل العربية أنه شيخ مشايخ قبائل عنزة)، والدته من عشيرة التمياط مِن رؤساء التومان مِن شمّر.
قال عباس العزاوي في كتابه عشائر العراق "وأما الشيخ فهد الهذال ابن عبد المحسن فكان له الشأن في أيامه، وعمّرَ طويلا، واشتهر في الغالب بموالاته الحكومة ويعد من أفذاذ الرجال وهو والد شيخ مشايخ عنزة في العراق اليوم محروت الهذال".
وقد جعلته الحكومة العراقية ممثلاً لعشيرته في مجلس النواب العراقي، وقد كان بالعراق مِن عشائر عنزة في زمانه 100 ألف نفس، قُدّرَ منهم 50 ألفاً مِن فخذ الجبل، و50 ألفاً من فخذ الدهامشة.
وفي 31 تموز سنة 1927 حضر الشيخ محروث الهذال إلى الرمادي ممثلاً لعشائر العراق ومعه شيخ شمر عجيل الياور وشيخ الدليم علي السليمان مُقابلين مشايخَ عشائر إمارة شرق الأردن وتعهد مشايخ الدولتين أن ينسوا الماضي وألا يعودوا للغزو وأن يرجع كل منهم إلى حكومته إذا داهمه شرّ.

## الإسكان والمنح الحكومية
في 18 آذار سنة 1928 صدر قانون ذُكر فيه "لوزير المالية ان يخول وزير الداخلية صلاحية صرف مبلغ لحد (38000) ربية لشراء سيارات وصيانتها لمدة ثلاثة اشهر ومبلغ اخر لحد (36) الف ربية لدفع مخصصات شهرية قدرها (12000) ربية للشيخ محروث الهذال لمدة ثلاثة أشهر"، وفي 18 تموز سنة 1946م، أصدر الحكومة العراقية قانوناً ذُكر فيه "يمنح العراقي محروث بن فهد العبد المحسن الهذال الاراضي الاميرية ذات تسلسل 5/8 و2/9 لاتخاذها مجرى لارواء اراضي مكيحيل البالغة مجموع مساحتها (93) دونما و(18) اولكا و(60) مترا مربعا (المثبتة حدودها في خارطة الطابو المرقمة 1671 والمؤرخة في 27 - 12 - 1945) على ان ينتهي النهر المذكور في نقطة اتصاله مع الحد الشرقي لقطعة (1) من مقاطعة (4) في ناحية الحسينية التي تمت تسويتها لغرض اسكانه واسكان ال محروث الهذال"،
قال عبد الجبار الراوي في كتابه (البادية) "وبعض رؤساء هذه العشائر يتقاضون من الحكومة معونات مالية، وليس لهم أرضون للزراعة (عدا رئيسهم الشيخ محروت الهذال الذي أورثَهُ أبوه مقاطعة زراعية جسيمة في لواء كربلاء"، وقال "وليس بين الرطبة والنخيب ماء، خلا (الهبّارية)، فإن فيها أربع آبار بمضخاتها حفَرَتها الحكومة العراقية لأباعر شيخ عنزة محروت الهذال"، وقال الراوي "وقد سبب ادعاء بعض الرجال أو العشائر ملكية بعض الآبار نزاعاً مستمراً بين العشائر كما حدث بين محروت الهذال شيخ عنزة ومحمد التركي شيخ الدهامشة من عنزة ولهذا لم أُسلّم - بصفتي الرسمية عندما كنتُ مديراً للبادية - بملكية بئر ما لأيّ إنسان أو قبيلة وإنما جعلتُ الماء كله في البادية ملكاً للحكومة وجعلتُ للسابق بالنزول على البئر الحق أن يسقي إبله ومواشيه قبل غيره وبذلك زالت الخصومات والمنازعات بين العشائر".

## بداية إمارته
تولى محروت الهذال مشيخة قبيلة عنزة وهو في عمر 19 سنة ورغم صغر سن الا انه كان متمرسا في القيادة، فتولى المشيخة على اثر وفاة اخيه الأكبر متعب الهذال ، وبدا في تكوين أساس إمارته من خلال علاقاته المتميزة مع قبائل البادية وموالاته للحكومة العراقية، وعلاقاته بحكام وملوك دول مجلس التعاون الخليجي ، حيث تعرف خلالها على الملك سعود والملك فيصل والشيخ أحمد الجابر الصباح والشيخ فهد السالم الصباح والشيخ عبدالله السالم بالإضافة إلى اسرة آل خليفة ، والشيخ عجيل الياور شيخ مشائخ شمر.

## قيادته لقبيلته (وائل الهذال شيخ عنزة)
كان محروت الهذال قائد لا يستغني عن مشورة افراد قبيلته ، وعندما ينوي القتال يتحرك فرسان وخيل وإبل قبيلته مما يشكل تهديدا كبيرا لاي قبيلة ينوي غزوها، وفي حالة تحركهم نحو الجسر لعبور الشط فان الجسر يغلق ذاك اليوم ويسمونه يوم العبر، ومما يدل على حنكته العسكرية انه اعتاد على تسريب معلومات عن نيتة للتحرك جنوبا فيما هو يخطط للتحرك شمالا لان مسير مثل هذا العدد الكبير يلفت الانتباه.
وكان الشيخ محروت الهذال ينتهج نهج والده الشيخ فهد بن عبد المحسن الهذال الذي توفى عام 1927 ، في إدارة شؤون قبيلته واستمر ممارسا لحياة البادية من مغازي ووسع نطاق الاماكن التي وصل اليها حتى وصل إلى وادي السرحان ونواحي حمص منطلقا من شمال العراق، لكن مرحلة تقسيم الدول العربية اثر معاهدة سايكس بيكو التي اوقفت عمليات غزو القبائل، قال محمد رضا الشبيبي في كتابه (رحلة في بادية السماوة) المنشور سنة 1920 عن فهد والد محروت "وفهد شيخ من عشائر العمارات وهم فخذ معروف من أفخاذ وايل، ووايل بطين من بطون عنزة واليوم أعني العمارات بجميع فروعهم عراقيون من حيث الجنسية وذلك من قديم الزمان".

## جهود محروت الهذال في توطين قبيلتة

خارطة عشائر العراق سنة 1930 وفيها مواطن عشيرة العمارات من كربلاء إلى الرطبة

كان الشيخ محروث الهذال يعرب عن رغبته ورغبة عشيرته في التوطّن والزراعة غيرَ مرة في مراجعاته العديدة لمختلف الدوائر الرسمية ذات الاختصاص.
بذل الشيخ محروت الهذال كل الجهود لجعل قبيلته تستقر بعيدا عن تعب الترحال ، عن طريق تنفيذه لمشاريع زراعية وارشاد البدو إلى مزاولتها بصورة عملية، وتمكن فعليا من تعمير المساحات الشاسعة بالزراعة بعد ان بذل جهودا كبيرة ولاقى مصاعب غير هينة في سبيل تطهير الأرض من الاعشاب الضارة لجعلها صالحة للزراعة وقد تنازل عنها لاحدى فرق عشيرة عنزة العراقية المسماة (الحبلان)، وقام بعد ذلك بتعمير أراضي أخرى بالزراعة التي أصبحت منطقة صالحة للزراعة ، وقد طالب ايضا الشيخ محروت الهذال الحكومة بحفر (27 بئرا) للاستفادة منها في زراعة الأرض وتم تاييد الطلب وقد عهد إلى شركة أمريكية، حفرت منها 4 آبار في منطقة عشائر الجبل، وتم حفر الابار.[بحاجة لمصدر]
كما قام بدور مهم من خلال التخطيط الاجتماعي من خلال توطين القبائل والعشائر ورفع مستوى حياة الشعب وفتح سبل جديدة للحياة باستثمار واستغلال المساحات الواسعة من الأراضي القابلة للزراعة.

## قصة محروت الهذال في لندن
حدث الواقعة بين عامي 1955 و1956 بعد ان سافر محروت الهذال إلى لندن للعلاج ورافقه خلال تلك الرحلة أحد ابنائه (تركي) واستقبلهم هناك غلوب باشا بحكم المعرفة القديمة والصداقة، وحين اكتشف الشيخ انه بحالة صحية جيدة امضى عدة أيام هناك ومن ضمن الاحداث التي شاهدها استعراضا بتغيير الحرس الملكي تحضرة الملكة اليزابيث ويجتمع خلاله السياح لمشاهدة هذا الاستعراض ، وهنا لفت اللباس العربي نظر الملكة فارسلت أحد الضباط الذي قدم التحية للامير محروت وطلب منه التواجد في المدرجات، وخلال تلك الرحلة اراد غلوب باشا ان يقوم بواجب الضيافة نحو محروت فاقام وليمة ولكنة قدم الطعام بصحون باحجام متوسطة فقدم الجنرال اعتذاره قائلا: ان الذبائح التي اعددتها موجودة للقيام بواجبك ايها الشيخ لكن المشكلة في لندن عدم وجود صحون تشبه الاحجام التي لديكم فلم اجد الا هذة الصحون.

## أبناؤه
- زبن.
- متعب.
- تركي.
- محمد.
- عقيل.
- نايف.
- منيف.

## ومن القصائد التي قيلت لمحروت الهذال
قصيدة اللميع:

## انظر
- فهد بن عبد المحسن الهذال
- متعب الهذال
- الهبارية
- عبد الرحمن منيف